# 레노버 센터
레노버 센터(영어: Lenovo Center)은 미국 노스캐롤라이나주 롤리에 위치한 실내 경기장이다. NHL 캐롤라이나 허리케인스의 홈경기장으로 사용되고 있다.
| NHL 올스타전 개최 경기장    |                 |                      |
| 2010년                      | 2011년 RBC 센터 | 2012년               |
| 동계 올림픽으로 인해 미개최 | 2011년 RBC 센터 | 스코샤 뱅크 플레이스 |
|                             |                 |                      |
|                             |                 |                      |